# Casnaloba
Casnaloba es un lugar español situado en la parroquia de Graña, del municipio de Junquera de Ambía, en la provincia de Orense, Galicia.

## Demografía
| Gráfica de evolución demográfica de Casnaloba entre 2000 y 2022 |
|                                                                 |
| Datos según el nomenclátor publicado por el INE.                |